# Harris Theater
Pour les articles homonymes, voir Harris.
Le Harris Theater (en français Théâtre Harris), en forme longue Joan W. and Irving B. Harris Theater for Music and Dance, est une salle de spectacle de la ville de Chicago, aux États-Unis. D'une capacité de 1 525 places, consacrée au spectacle vivant, elle accueille principalement des formations musicales et des troupes de danse. Elle est située au nord du Millennium Park le long de Randolph Street dans le secteur communautaire du Loop.
Construit entre 2002 et 2003, le Harris Theater est la principale salle de spectacle de la ville pour les petites et moyennes manifestations artistiques. Le théâtre doit son nom à ses premiers bienfaiteurs, les frères Johan et Irving Harris, deux hommes d'affaires et philanthropes américains.

## Présentation

### Historique
| Crown Fountain Michigan Avenue Cloud Gate AT&T Plaza Pavillon · Jay Pritzker Passerelle BP Lurie Garden Harris Theater |

Le Harris Theater (Théâtre Harris) fait partie du Millennium Park qui se situe dans la partie nord de Grant Park, vaste parc du centre de Chicago se trouvant dans l'est du secteur financier du Loop, entre le quartier de New Eastside au nord, le lac Michigan à l'est, l'artère commerçante de Michigan Avenue à l'ouest, et le secteur de Near South Side au sud.
Jusqu'au milieu du XIXe siècle, le Grant Park abritait des chantiers et dans sa partie nord-ouest, jusqu'en 1997, il existait des parkings et un dépôt de la compagnie de chemin de fer Illinois Central Railroad. En 1997, la municipalité décida d'aménager ce lieu et de créer le Millennium Park pour célébrer le nouveau millénaire en mettant à l'honneur des architectes, artistes, designers, paysagistes et des urbanistes connus dans le monde entier. En 2007, le Millennium Park était l'une des principales attractions touristiques de Chicago, devancé seulement par la jetée Navy.
Le bâtiment abritant le théâtre est situé sur un terrain loué à la ville de Chicago. Sa construction a débuté le 1er février 2002 et a nécessité 39 millions de dollars au départ, mais il a finalement coûté 52,7 millions de dollars. Le théâtre a été inauguré le 8 novembre 2003,.
Ce théâtre est une institution privée qui accueille principalement des projets locaux et des compagnies artistiques à but non lucratif, notamment celles qui parrainent des artistes en tournée. Une douzaine de troupes s'y sont implantées et présentent au public des types de danse et de musique très variés. Parmi les premières compagnies fondatrices on peut citer le Chicago Opera Ballet, le Chicago Opera Theater, l'Orchestre Sinfonietta de Chicago, le Dance Center of Columbia College Chicago, la Hubbard Street Dance Chicago, le Joffrey Ballet, le Lyric Opera Center for American Artists, la Old Town School of Folk Music et quelques autres,. Lorsque le théâtre ouvrit ses portes en 2003, il attira également de petites compagnies de danse telles que le Luna Negra Dance Theater.

### Description

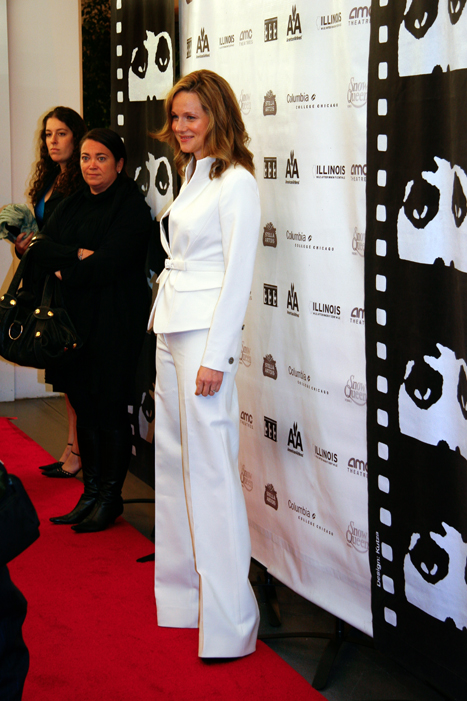
Laura Linney lors de la soirée de clôture du Festival international du film de Chicago (17 octobre 2007).

Le Théâtre Harris a été construit pour répondre à un besoin d'un lieu moderne, souple et abordable dans le centre-ville de Chicago qui pourrait être utilisé par des compagnies itinérantes de spectacles. C'était d'ailleurs le premier espace consacré à l'art qui était construit à Chicago depuis 1929. Plusieurs grandes organisations philanthropiques de Chicago et des compagnies artistiques locales ont formé un partenariat pour mener le projet à terme. C'est ainsi que l'association à but non lucratif dénommée Harris Theater a pu, grâce aux subventions, fournir une expertise technique et un support marketing pour ce projet.
Depuis 2008, le théâtre a commencé à programmer ses propres créations musicales comme cela se faisait à l'Auditorium Building ou au Symphony Center qui héberge l'orchestre symphonique de Chicago. Ainsi, outre les nombreux programmes artistiques de résidents, il propose des abonnements pour une série de programmes appelés "Harris Theater Presents" (le théâtre Harris présente). La programmation musicale de la cinquième saison 2008-2009 comprenait cinq concerts de musique classique et trois spectacles de danse du San Francisco Ballet et de la compagnie de danse de Lar Lubovitch.
Le théâtre Harris est l'un des théâtres à participer au Festival international du film de Chicago. Jusqu'en 2008, c'était le Chicago Theatre qui accueillait la soirée annuelle d'ouverture du festival qui se tient désormais au théâtre Harris En 2005, le théâtre a accueilli la 14e édition annuelle du Jazz Dance World Congress (congrès mondial de danse jazz).

## Caractéristiques

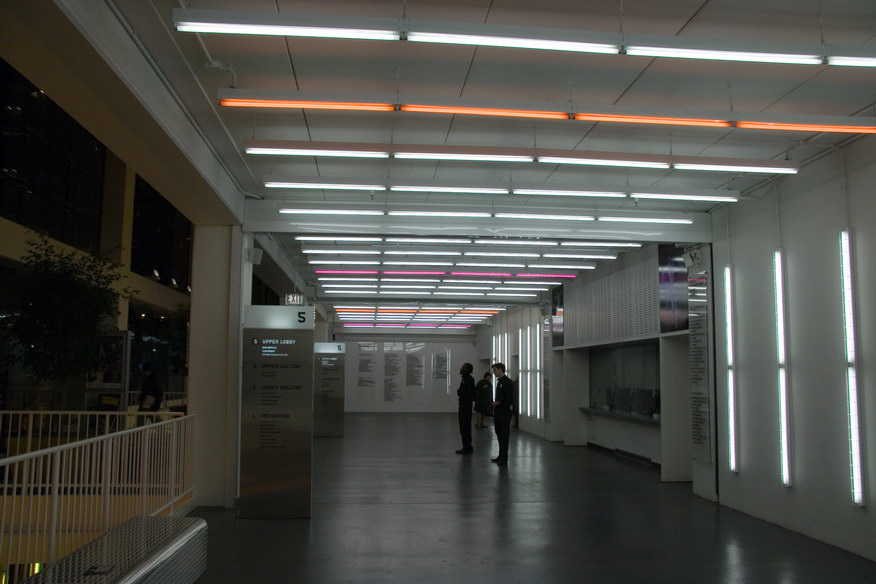
Vue de l'intérieur du théâtre Harris.

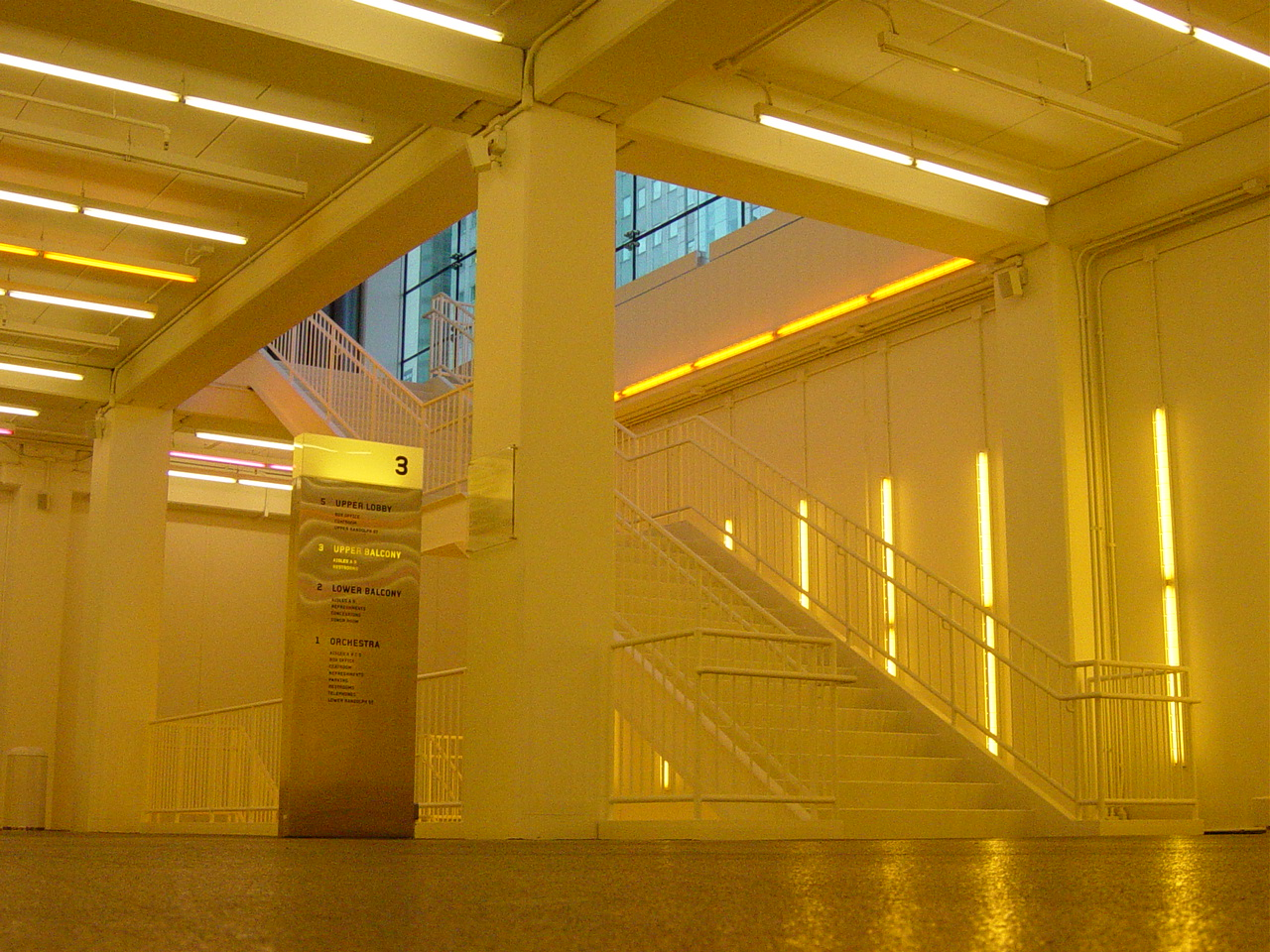
Le théâtre se situe dans les sous-sols.

Le théâtre est principalement situé en sous-sol avec un passage souterrain le reliant au parking du Millennium Park. Il a été construit en dessus et derrière le pavillon Jay Pritzker ce qui présente l'avantage que ces deux salles de spectacles partagent les coulisses, les salles de répétition ainsi que différents aménagements techniques.
Conçu par le cabinet d'architectes Hammond, Beeby, Rupert et Ainge, l'édifice a remporté le premier prix de l'architecture américaine en 2002 ainsi que le prix d'excellence délivré en 2005 par l'American Institute of Architects. Le hall d'entrée moderne, situé sur Randolph Street, dessert plusieurs étages souterrains dont l'architecture essentiellement métallique est éclairée par des néons. Ce théâtre moderne est doté d'une excellente acoustique dans un environnement industriel fait d'acier inoxydable. Le théâtre possède également un toit-terrasse sur lequel peuvent être organisés des événements privés.

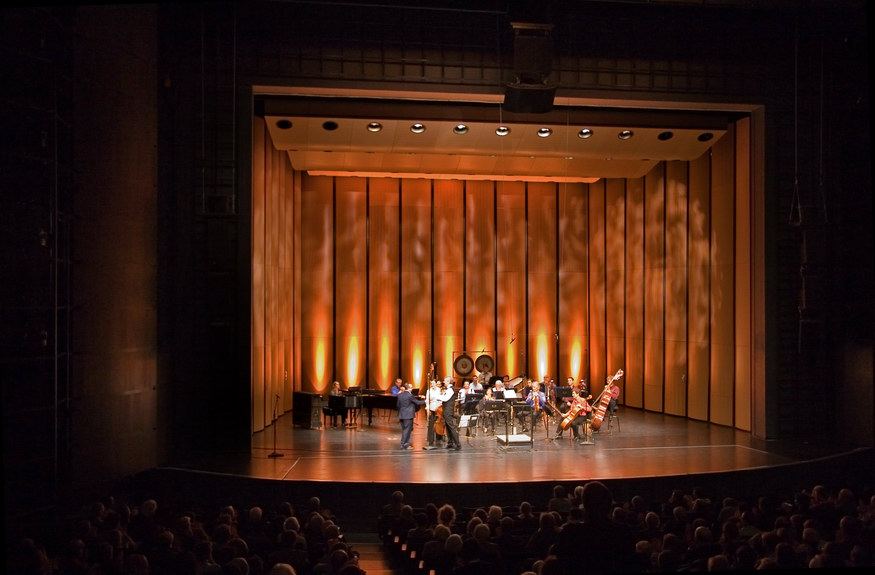
Salle et scène du théâtre Harris

Doté de 1525 places assises, le théâtre possède une fosse d'orchestre qui peut accueillir 45 musiciens ou qui peut être fermée. Il dispose par ailleurs de plusieurs tours en acier, placées de part et d'autre de la scène et mesurant 23 mètres de haut, servant à concentrer et diffuser les son afin d'améliorer l'acoustique.